# River Deep – Mountain High (альбом)
| Оценки критиков  | Оценки критиков |
| Источник         | Оценка          |
| ---------------- | --------------- |
| Allmusic         | [ 1 ]           |
| Robert Christgau | A–              |

River Deep Mountain High — студийный альбом американского ритм-н-блюзового дуэта Айка и Тины Тёрнеров. Альбом содержал песни из нескольких источников: пять песен, созданных легендарным продюсером Филом Спектором, и семь песен, которые являлись старыми записями самого Айка Тёрнера. Альбом был выпущен в конце 1966 года лейблом London Records исключительно для американского рынка. В 1967 году Спектором был спродюсирован и выпущен сингл «I’ll Never Need More Than This», который позже был добавлен в альбом вместо одного из треков Айка Тёрнера. Эта версия диска была выпущена в 1969 году на лейбле A&M Records.

## Список композиций
Автор всех песен — Айк Тёрнер, за исключением отмеченных
1. «River Deep – Mountain High» (Джефф Барри, Элли Гринвич, Фил Спектор) — 3:38
2. «I Idolize You» — 3:46
3. «A Love Like Yours (Don't Come Knocking Everyday)[англ.]» (Холланд — Дозье — Холланд) — 3:05
4. «A Fool in Love[англ.]» — 3:13
5. «Make 'Em Wait» — 2:22
6. «Hold on Baby» (Джефф Барри, Элли Гринвич, Фил Спектор) — 2:59
7. «I’ll Never Need More Than This» (Джефф Барри, Элли Гринвич, Фил Спектор) — 3:33
8. «Save the Last Dance for Me» (Док Помус, Морт Шуман) — 3:02
9. «Oh Baby!» (Кент Харрис[англ.]) — 2:46
10. «Every Day I Have to Cry[англ.]» (Артур Александер) — 2:40
11. «Such a Fool for You» — 2:48
12. «It's Gonna Work Out Fine[англ.]» (Джи Майкл Ли, Джо Сенака) — 3:14

## Над альбомом работали
- Звукоинженер: Ларри Левин[англ.]
- Аранжировки: Джек Ницше, Джин Пэйдж, Перри Боткин младший[англ.].
- Бас-гитара: Кэрол Кей[англ.]
- Ударные: Ирл Палмер[англ.]
- Ударные: Джеймс Гордон
- Звукоинженер: Роберт Хонаблу